# ТЕС Aowrahati
23°39′7″ пн. ш. 90°20′28″ сх. д. / 23.65194° пн. ш. 90.34111° сх. д.
ТЕС Aowrahati (Awrahati) — теплова електростанція у районі Керанігандж (неподалік від південно-західних околиць Дакки), яка належить компанії Aggreko.
В 21 столітті на тлі стрімко зростаючого попиту у Бангладеш почався розвиток генеруючих потужностей на основі двигунів внутрішнього згоряння, які могли бути швидко змонтовані. Зокрема, в 2018-му почала роботу електростанція від Aggreko, майданчик якої розташований на лівому березі Дхалешварі (рукав Брахмапутри, який падає у Мегхну) у Aowrahati. Тут встановили 114 невеликих генераторних установок – 91 потужністю по 0,95 МВт та 23 з показниками по 0,85 МВт (номінальна потужність станції визначена як 100 МВт). У 2018/2019 році фактична чиста паливна ефективність ТЕС становила 36,6%.
Як паливо станція використовує нафтопродукти.
Видача продукції відбувається по ЛЕП, розрахованій на роботу під напругою 132 кВ.
Можливо відзначити, що у районі Керанігандж також були створені й інші електростанції на основі двигунів внутіршнього згоряння — ТЕС Босіла, ТЕС Char Galgalia, ТЕС Брахмангаон, ТЕС Пангаон.